# Pelargonium divisifolium
Pelargonium divisifolium är en näveväxtart som beskrevs av P. Vorster. Pelargonium divisifolium ingår i släktet pelargoner, och familjen näveväxter. Inga underarter finns listade i Catalogue of Life.